# Витомир Јевремовић
Витомир Јевремовић (Београд, 1977) српски је археолог и ИТ стручњак. Заједно са заједно са колегом др Ненадом Тасићем оснивач 3Д пројекта интерактивног Београда (3Д реконструкција виртуалног Београда). Такође, оснивач је првог српског ВР (виртуланог) музеја Николе Тесле у Београду. Зачетник је и извршни продуцент првог српског анимираног филма рађеног такозваном (енг. gaming engine) технологијом. Реч је о причи која претходи бајци Баш Челик.